# The Electric Warlock Acid Witch Satanic Orgy Celebration Dispenser
| Recensione | Giudizio |
| ---------- | -------- |
| AllMusic   |          |

The Electric Warlock Acid Witch Satanic Orgy Celebration Dispenser è il sesto album in studio del cantante statunitense Rob Zombie, pubblicato il 29 aprile 2016 dalla Universal Music.

## Tracce
1. The Last of the Demons Defeated – 1:33
2. Satanic Cyanide! The Killer Rocks On! – 2:58
3. The Life and Times of a Teenage Rock God – 2:54
4. Well, Everybody's Fucking in a U.F.O. – 2:43
5. A Hearse That Overturns with the Coffin Bursting Open – 1:30
6. The Hideous Exhibitions of a Dedicated Gore Whore – 2:46
7. Medication for the Melancholy – 2:26
8. In the Age of the Consecrated Vampire We All Get High – 2:15
9. Super-Doom-Hex-Gloom, Pt. 1 – 1:29
10. In the Bone Pile – 2:33
11. Get Your Boots On! That's the End of Rock and Roll – 2:46
12. Wurdalak – 5:30

Durata totale: 31:23

## Formazione
Gruppo
- Rob Zombie - voce
- John 5 - chitarra
- Piggy D. - basso
- Ginger Fish - batteria

Personale aggiuntivo
- Zeuss - tastiere, programmazione